# Denis Škofič

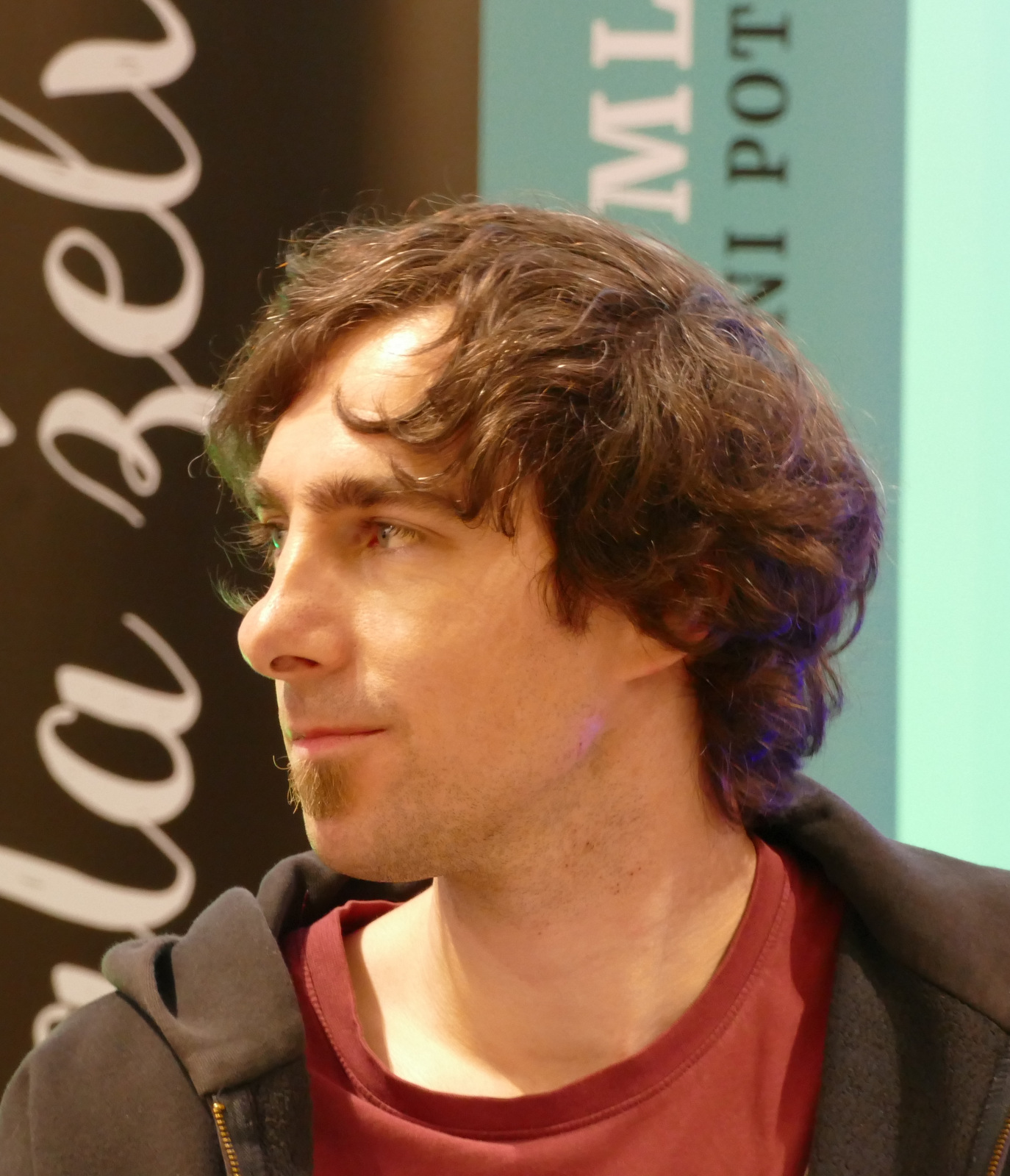
Denis Škofič (2020)

Denis Škofič (* 27. August 1985 in Murska Sobota, Jugoslawien) ist ein slowenischer Dichter.

## Leben und Werk
Nach dem Abitur am Wirtschaftsgymnasium in Murska Sobota studierte Škofič Slowenische Sprache und Literatur an der Philosophischen Fakultät der Universität Maribor. Er schloss das Studium 2016 mit einer Arbeit zu Genres in Vladimir P. Štefanec' Opus ab.
2013 erschien sein erster Gedichtband Sprehajalec ptic (Der Vogelspaziergänger), der für den Jenko-Preis und den Kritiško-sito-Preis nominiert war. Sein zweiter Band Seganje erschien 2018. 2023 gab er seinen dritten Lyrikband Tuskulum heraus. Thematische Schwerpunkte von Škofičs Poesie sind die Tier- und Lebenswelt des pannonischen Raums. Das lyrische Subjekt zeigt sich häufig als suchend und im Dialog mit einem Mentor. Häufig sind auch intertextuelle Bezüge.
Škofič betätigt sich darüber hinaus auch als Literaturkritiker.

## Publikationen
- 2013: Sprehajalec ptic. Ljubljana: Beletrina.
- 2018: Seganje: Ljubljana: Cankarjeva založba.
- 2023: Tuskulum. Ljubljana: Cankarjeva založba.